# Absoluter Kasusgebrauch
Absoluter Kasus ist ein Fall des Kasussystems einer Sprache, der in Verbindung mit einer speziellen infiniten Verbform (meist Partizip) satzwertige Phrasen bilden kann. Von transgressivischen oder absolutivischen Phrasen, die auch satzwertig sind, unterscheiden sich solche Phrasen dadurch, dass das Agens des infiniten Verbs in keiner Relation zum Subjekt oder Objekt des finiten Verbs steht (d. h. absolut „losgelöst“ ist). Diese Konstruktion ist nicht in die syntaktische Struktur des Satzes integriert und führt zur Verkürzung von Nebensätzen.
Bereits die proto-indogermanische Sprache kannte vermutlich Konstruktionen mit einem Verbalnomen in einem absoluten Kasus, als welcher im Sanskrit der Locativus absolutus (temporal, konditional, konzessiv), der Ablativus oder Instrumentalis absolutus (kausal) oder der Dativus absolutus (final) diente. Auch im Altiranischen ist ein Locativus absolutus belegt. Im Lateinischen gibt es einen Ablativus absolutus (wörtl. „losgelöster Ablativ“), z. B. Tarquinio regnante, tranquillo mari, praesente populo. Sein Äquivalent im Altgriechischen ist der Genitivus absolutus, der vereinzelt auch im Deutschen anzutreffen ist (z. B. unverrichteter Dinge, klopfenden Herzens). Im Altkirchenslawischen gab es den absoluten Dativ, der auch im Litauischen vorkommt, hier in Verbindung mit einem Quasipartizip (heute nicht mehr Partizip wie in alten litauischen Sprachdenkmälern oder im Altkirchenslawischen), z. B. saulei tekant (bei Sonnenaufgang), laikui bėgant (im Lauf der Zeit). Auch in vielen modernen Sprachen, wie im Italienischen, Spanischen oder Französischen gibt es ähnliche Konstruktionen, z. B. frz. La nuit tombée, elle chercha un hôtel.